# Шахматы в Беларуси

## История

### Появление шахмат в Белоруссии
Археологические раскопки свидетельствуют о том, что шахматы были известны на территории современной Белоруссии не позднее XI века; в их числе находки шахматных фигур XII века из камня (ладья; Гродно, 1931) и кости (ладья и пешка, Волковыск, 1954; ферзь, Лукомль, 1966; король, Берестье, 1976, и Луцк, 1986).

### Белоруссия в составе СССР
После образования БССР (1919) развитие шахмат приобрело организованный характер. В 1922 состоялось 1-е первенство Минска, которое выиграл А. Касперский. В 1923 он возглавил (вместе с Р. Шукевичем-Третьяковым) в Минске шахматно-шашечную секцию. В газете «Звезда» открылся шахматный отдел (1923). В начале 1920-х годов прошли шахматные первенства Бобруйска, Витебска, Гомеля, Полоцка и других городов. В мае 1927 в Минске состоялся массовый турнир молодёжи (600 участников). В конце 1920-х — начале 1930-х годов развитию шахмат способствовало проведение Всебелорусского командного турнира городов (1928), соревнований колхозников и рабочих (1930), 1-го Всебелорусского шахматно-шашечного турнира пионеров и школьников (1933/1934). Популярность шахмат росла также благодаря лекциям и сеансам одновременной игры Е. Боголюбова (1925), С. Флора и Н. Рюмина (1935), А. Лилиенталя (1935, 1936), Эм. Ласкера (1936);
Минские шахматисты первой категории не уступают в силе игрокам первой категории Москвы.Эм. Ласкер
В 1936 в минском Дворце пионеров открылась детская шахматная школа.
В 1920—1930-х годах шахматисты Белоруссии добились первых успехов во всесоюзных соревнованиях: команда Белоруссии выиграла Всесоюзный командный турнир (Москва, 1927); С. Белавенец, Г. Вересов, А. Касперский, С. Розенталь и другие стали участниками ряда финалов чемпионатов СССР. Г. Вересов выиграл матч у В. Панова 9 : 7 и завоевал звание мастера спорта СССР (1937). 1-й чемпионат Белоруссии состоялся в 1924; чемпионом стал С. Розенталь. Всего состоялось 53 чемпионата (1924—1987). Наиболее число раз чемпионом становились: А. Капенгут, В. Сайгин (по 7), Г. Вересов и А. Суэтин (по 6), В. Дыдышко (5), В. Силич (3).
Чемпионаты Белоруссии среди женщин проводятся с 1928, 1-й чемпионкой стала С. Дукер. Наибольшее число раз чемпионками становились: Г. Арчакова (8), К. Зворыкина (5), Т. Головей (3). В начале 1950-х годов прошли массовые соревнования с участием свыше 7 тысяч шахматистов.
Сборная команда Белоруссии — участница командных чемпионатов СССР (с 1953): 1953 — 7-е, 1955 — 8-е, 1958 — 6—7-е, 1960 — 7—8-е, 1962 — 5—6-е, 1969 — 7-е, 1972 — 8-е, 1981 — 7-е, 1985 — 13-е места; Спартакиад народов СССР (с 1959): 1959, 1975 и 1983 — 8-е, 1963 — 3-е, 1967 — 5-е, 1979 — 10-е, 1986 — 7-е (мужчины) и 9-е места (женщины). Сборная команда Белоруссии участвовала в международных матчах с командами различных стран (с 1954), в том числе с шахматистами Венгрии (см. Белорусская ССР — Венгрия матчи), ГДР (см. Белорусская ССР — ГДР матчи), Польши (см. Белорусская ССР — Польша матчи) и другими.
В 1950—1980-х годах белорусские шахматисты добились крупных успехов на различных всесоюзных и международных соревнованиях: И. Болеславский, А. Суэтин, В. Купрейчик — победители и призёры ряда крупных всесоюзных и международных соревнований; К. Зворыкина — участница матча на первенство мира (см. Быкова—Зворыкина матч) и победительница в составе сборной команды СССР 2 олимпиад (1957, 1963); В. Дыдышко, А. Капенгут, Т. Головей, С. Юферов — призёры ряда всесоюзных соревнований; Б. Гельфанд — чемпионата СССР (1985) и Европы (1987/1988) среди юношей.
Развитию и популяризации шахмат способствует проведение в Белоруссии ряда крупных всесоюзных и международных соревнований, в том числе Сокольского мемориалов, Минских турниров международных; шахматная специализация при Белорусском институте физкультуры (с 1982); открытие Дворца шахмат и шашек (Минск, 1985) и детских шахматных клубов по месту жительства («Дебют», «Каисса», «Проходная пешка» и других). С середины 1970-х годов республиканское телевидение транслирует шахматную передачу — клуб «Гамбит». Шахматные секции организованы в 7800 коллективах физкультуры, где занимается свыше 120 тысяч человек, в том числе около 33 тысяч школьников; около 37 тысяч человек имеют шахматные разряды. Шахматные отделения работают в 24 ДЮСШ, в Минске — специализированная шахматно-шашечная ДЮСШ, в которой занимается свыше 4 тысяч ребят (1982).

## Заочные шахматы
С 1962 проводятся чемпионаты Белоруссии по переписке. Победителем 1-го Всебелорусского шахматного турнира по переписке стал кандидат в мастера спорта СССР И. Поздняк. В конце 1960-х годов турнир по переписке организовала газета «Минская правда».

## Шахматная композиция
Шахматная композиция начала развиваться в 1950-х годах — проводится ряд республиканских конкурсов составления задач. Популяризации шахматной композиции способствовали шахматные отделы в газет «Знамя юности» и «Звязда». В конце 1950-х годов первых успехов на всесоюзных и международных соревнованиях добился В. Гебельт — чемпион СССР (1959) по разделу двухходовок, неоднократный призёр крупных международных конкурсов. Команда шахматных композиторов Белоруссии успешно выступила в ряде командных первенств СССР: 1956—1957, 1957—1958 и 1981—1982 — 3-е; 1963—1964 — 2-е; 1968—1969 и 1970—1971 — 1-е места. В личных чемпионатах Белоруссии побеждали: 1-й чемпионат (1976) — двух-, трёх- и многоходовки — В. Гебельт, этюды — Е. Двизов; 2-й (1977) — двухходовки — Н. Быков, трёхходовки — В. Сычёв, многоходовки — В. Гебельт, этюды — Е. Двизов; 3-й (1981) — двух-, трёх- и многоходовки — В. Гебельт, этюды — Е. Двизов; 4-й (1985) — двух- и трёхходовки — В. Гебельт, многоходовки — В. Сычёв, этюды — Л. Пальцев.

## Изданные книги
Всего в Белоруссии выпущено около 30 книг по истории, теории, судейству и другим вопросам шахматной культуры (1955—1986). С 1979 в Минске выходит журнал «Шахматы, шашки в БССР».

## Шахматисты
Шахматная организация Белоруссии насчитывает (1986) 2 гроссмейстеров (К. Зворыкина и В. Купрейчик), 3 международных мастеров (Б. Гельфанд, В. Дыдышко и С. Юферов), свыше 30 мастеров спорта СССР.